# Muszallim-Ninurta
Muszallim-Ninurta lub Muszallim-Inurta (akad. Mušallim-Ninurta lub Mušallim-Inūrta; w transliteracji z pisma klinowego zapisywane mmu-DI-dMAŠ i mmu-šal-lim-dMAŠ; tłum. „Tym, który czyni bezpiecznym, jest Ninurta”) – wysoki dostojnik sprawujący urząd gubernatora Tille za rządów asyryjskich królów Adad-nirari III (810-783 p.n.e.) i Aszur-dana III (772-755 p.n.e.). Według asyryjskich list i kronik eponimów dwukrotnie, w 792 i 766 r. p.n.e., pełnił również urząd eponima (akad. limmu).